# Imraguen
Los imraguen (los que recolectan vida) son un grupo étnico de pescadores de origen bereber instalados en la actual Mauritania formado por un número aproximado de mil quinientas personas que se ubican la mayoría en el interior del Parque nacional del Banco de Arguin, Patrimonio Mundial de la Humanidad.
Los imraguen ocupan ese espacio territorial desde sus primeros asentamientos y sus actividades se centran en la explotación de los recursos primarios, sobre todo, pesqueros de la zona. Mantienen una colaboración especial con los delfines para obtener las capturas.